# DeVotchKa
DeVotchKa — американская группа из четырёх мультиинструменталистов, исполняющая музыку в смешанном стиле, сочетающем в себе фолк-рок, инди-рок, еврейский клезмер, цыганские романсы и славянские напевы. DeVotchKa возникла в Чикаго в 1995 году. В составе группы было всего два человека: Джон Эллисон и нынешний лидер группы и автор многих песен Ник Урата.

## Выбор названия
Название для своей группы Ник Урата выбрал из «Заводного апельсина» (надсат) Энтони Бёрджесса.
Как сказал Ник:

Это очень важный роман, не только потому, что это просто офигенная книга, но и потому, что Берджесс создал абсолютно новый диалект, который к тому же очень круто звучит. Русские слова в нём приправлены мелодикой английского воровского арго. Слово «devotchka» показалось мне самым сексуальным словом в мире.

## Состав
Текущий состав группы:
- Ник Урата (Nick Urata) — вокал, гитара, фортепиано, труба, терменвокс, бузуки;
- Том Хэгерман (Тom Hagerman) — скрипка, аккордеон, фортепиано, мелодическая гармоника;
- Джени Шродер (Jeanie Schroder) — сузафон, контрабас, вокал;
- Шон Кинг (Shawn King) — барабаны, перкуссия, труба, аккордеон, орган.

## Дискография
| Год  | Название альбома         |
| ---- | ------------------------ |
| 2000 | SuperMelodrama           |
| 2002 | Triple X Tango           |
| 2003 | Una Volta                |
| 2004 | How It Ends              |
| 2006 | Curse Your Little Heart  |
| 2008 | A Mad & Faithful Telling |
| 2011 | 100 LOVERS               |